# Conecta-sc
O título da página ficou errado.